# Hangu (Neamț)
Hangu es una comuna ubicada en el distrito de Neamț, Rumania.

## Superficie
Posee una superficie de 121,7 kilómetros cuadrados.

## Demografía
Hasta 2021 la población era de 2987 habitantes, con una densidad de población de 24,55 habitantes por kilómetro cuadrado.